# Maike Boerdam-Strobel

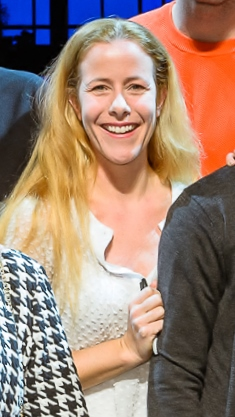
Maike Boerdam-
Strobel (2015)

Maike Boerdam-Strobel (* 19. Juli 1976 in Knokke-Heist, Belgien, als Maike Boerdam) ist eine niederländische Musicaldarstellerin und Schauspielerin.

## Leben
Schon als Kind hatte Maike Boerdam ihren ersten Soloauftritt in der Kirche ihrer Heimatstadt Sluis. Später begann sie ihre Ausbildung am Königlichen Konservatorium Brüssel (Bereich Drama/Musical) bevor sie an das Königliche Konservatorium in Gent (Bereich Drama)wechselte. Gesangsunterricht erhielt sie zusätzlich von Edward Hoepelman.
Noch während ihrer Ausbildung tourte Maike Boerdam im Chor von Helmut Lotti durch die Niederlande, Belgien und Deutschland. Auch die ersten Angebote für eine Musicalrolle ließen nicht lang auf sich warten. 1999 spielte sie die Hauptrolle in „Asspoester“ in Antwerpen. Diese Stadt sollte für die nächsten Jahre auch ihre Heimat werden. Es folgten unter anderem Auftritte in den Musicals „Pinokkio“ und „Ben“. Für die Rolle der Sally in „The Hired Man“ wurde Maike Boerdam 2001 für den "John Kraaijkamp Musical Award" nominiert.
Doch sie fühlt sich nicht nur auf der Musicalbühne wohl. Den Kindern in den Niederlanden und Belgien ist sie vor allem als Betsy aus der Kinderserie „Big en Betsy“ bekannt. Die Dreharbeiten dazu fanden von 1999 bis 2002 statt und noch heute läuft die Serie wöchentlich im belgischen Fernsehen (VTM).
Ihren Durchbruch in Deutschland feierte Maike Boerdam mit der Rolle der Kaiserin Elisabeth im gleichnamigen Musical. 2002 wurde sie die Nachfolgerin von Pia Douwes in Essen. Bis zur Dernière des Musicals „Elisabeth“ am 29. Juni 2003 verkörperte Maike Boerdam allabendlich die Kaiserin und wurde dafür 2002 mit dem „Pall Mall Export Prijs“ ausgezeichnet.
Nach "Elisabeth" wurde es in Deutschland ruhig um Maike Boerdam. Sie absolvierte Schauspielworkshops in Los Angeles, nahm ein vierwöchigen Engagement in Tokio an und kehrte wieder an die Anfangsstätte ihre Karriere – Antwerpen – zurück, als Maria Rainer im Musical „The Sound of Music“. Für das niederländische und belgische Fernsehen stand sie außerdem für die Serie „De wet volgens Milo“ vor der Kamera, in der sie die Anwältin Eva De Bouw spielt.
Als "Elisabeth" in Stuttgart neu aufgelegt wurde, stand auch Maike Boerdam zur Premiere am 6. März 2005 wieder als Sisi auf der Bühne. Im Februar 2006 endete ihre Ära als Kaiserin. Zusammen mit anderen Musical-Stars ging sie mit „Best of Musical“ auf Tour, bevor sie sich auf ihre neue Herausforderung – die Rolle der Hendrickje Stoffels im Musical "Rembrandt"- vorzubereiten.
Doch nicht nur beruflich brachte dieses Jahr einige Veränderungen. Im April 2006 heiratete Maike Boerdam den deutschen Musiker, Komponisten und Texter Michael Strobel, auf dessen Debütalbum "THINK" sie als Backgroundsängerin mitwirkt. Auch mit der Maxi-CD "Grow into light", auf der eigene Lieder zu hören sind, zeigt sie ihre andere musikalische Seite.
Nach einigen Jahren in Deutschland wurde 2006 Amsterdam die neue Heimat von Maike Boerdam. Im Theater Carré war sie dort bis Januar 2007 in der Rolle der Hendrickje Stoffels an der Seite von Henk Poort als Rembrandt im gleichnamigen Musical zu sehen. Nach einer kurzen "Best of Musical"-Tournee durch Deutschland und der Schweiz, in der sie unter anderem Mary Poppins, Jane (Tarzan) oder Christine (Phantom der Oper) spielte, kehrte sie nach Amsterdam zurück. Dort stand sie bis zum 29. September 2007 im Musiktheater M-Lab für das Musical "Into the woods" als Aschenputtel auf der Bühne.
Am 25. Februar 2008 wurden Maike Boerdam und ihr Ehemann Michael Strobel Eltern eines Sohnes (Luca). Er wurde in Amsterdam geboren.
Im Mai 2008 war Maike Boerdam wieder im Musical Into the woods zu sehen. Diesmal in Bozen (Italien) als Bäckersfrau. Anschließend übernahm sie die Rolle der Betty Schaefer im Musical Sunset Boulevard und tourte mit der Produktion von September 2008 bis Juli 2009 durch die größten Theater der Niederlande. Von April 2010 bis August 2011 verkörperte Maike Boerdam die Rolle der Winifred Banks im Musical Mary Poppins, welches im AFAS Circustheater in Scheveningen/Den Haag aufgeführt wurde und im Jahr darauf übernahm sie bis zur letzten Vorstellung am 8. Juli 2012 die Rolle der Ellen in Miss Saigonim Beatrix Theater Utrecht.
Aktuell tourt Maike Boerdam bis April 2013 als Grace Farrell mit dem Musical Annie durch die Niederlande und Belgien.

## Musicals Konzerte Tourneen
- 1997 Lotti goes Classic Tournee als Sopranstimme im Chor
- 1997–1998 Into the Woods
- 1999 Assepoester in Antwerpen: Assepoester
- 1999–2000 Company: Swing
- 2000 Pinokkio in Antwerpen: Anna
- 2000–2001 The Hired Man: Sally
- 2000 Crucke & Boerdam Live Kabarett mit Koen Crucke
- 2001 Ben: Sarah
- ??? Meiden van J. Genett
- ??? Jekyll & Hyde
- ??? De Goedkeuring
- 2001–2003 VTM SoapBand (verschiedene Auftritte)
- 2002–2003 Elisabeth in Essen: Elisabeth
- 2003 De CosmoClub in Middelkerke als Hostess Valérie
- 2003 Sommernacht des Musicals in Dinslaken
- 2003 Abschiedskonzert Elisabeth in Jülich
- 2003–2004 The Sound of Music in Antwerpen: Maria
- 2004 The young ones mit Kees ten Dam in Terneuzen
- 2005 Weihnachtsgala in Reutlingen
- 2005–2006 Elisabeth in Stuttgart: Elisabeth
- 2006 The young ones in Oostburg
- 2006 Best of Musical Tournee
- 2006 Musical in AHOY in Rotterdam
- 2006 Rembrandt in Amsterdam: Hendrickje Stoffels
- 2007 Tanz der Vampire in Weinfelden
- 2007 Phantom der Oper in Weinfelden
- 2007 Best of Musical Tournee
- 2007 Into the woods in Amsterdam: Aschenputtel
- 2008 Sunset Boulevard
- 2008–2009 Evita Tour durch die Niederlande: Eva Péron
- 2009 De geheime tuin in Amsterdam: Martha und Lelie
- 2010–2011 Mary Poppins in Scheveningen: Winifred Banks
- 2012 Nazomerzingen in Middelburg
- 2012 Miss Saigon in Utrecht: Ellen
- 2012–2013 Annie Tour durch die Niederlande und Belgien: Grace Farrell

## Filme und Serien
- ab 1999 Big en Betsy Kinderserie: Betsy
- 2004 Zien – Marco Borsato DVD Musikclips: Malerin
- 2005 De wet volgens Milo/The law regarding to Milo Anwaltsserie: Eva De Bouw
- 2007 Vleugels Fernsehfilm: Sarah

## Diskografie
- 1999 Assepoester
- 2000 Pinokkio
- 2002 10TH Anniversary Concert of Elisabeth
- 2003 Nijntje (DVD)
- 2005 Elisabeth (Highlights aus Stuttgart)
- 2006 Rembrandt de Musical
- 2006 THINK (Background)
- 2007 Grow into light (Maxi-CD)
- 2009 Sunset Boulevard
- 2010 Dichtbij Broadway
- 2010 Mary Poppins

## Fernsehauftritte
Deutschland
- 2002 Das Weihnachtsfest der Volksmusik ARD: Duett mit Uwe Kröger „Wenn ich tanzen will“
- 2002 Straße der Lieder ARD: Duett mit Uwe Kröger Medley aus Elisabeth
- 2005 Kaffee oder Tee SWR: Gesprächsgast
- 2005 ZDF-Fernsehgarten ZDF: Duett mit Olegg Vynnyk Medley aus Elisabeth
- 2005 Das Herbstfest der Volksmusik ARD: Duett mit Florian Silbereisen „Wenn ich tanzen will“
- 2005 Straße der Lieder ARD: „Ich gehör nur mir“
- 2005 Servus Sissi ARD: verschiedene Ausschnitte aus dem Musical Elisabeth
- 2005 Liebesgrüße mit Marianne und Michael ZDF: Duett mit Olegg Vynnyk „Wenn ich tanzen will“
- 2005 ARD-Buffet ARD: Gesprächsgast
- 2005 SWR-Sonntagstour SWR: Gesprächsgast

Niederlande und Belgien
- 2001 De Notenclub
- ??? Herexamen
- 2004 De laatste show
- 2006 Life & cooking

## Auszeichnungen
- 2001 John Kraaijkamp Musical Award – bestes neues weibliches Talent- (Nominierung)
- 2002 Pall Mall Export Prijs – für ihre künstlerischen Leistungen im Ausland und ihr einzigartiges Talent
- 2003 Zeitschrift „Da Capo“ – beste Darstellerin